# Surviving Summer
Surviving Summer, ou Summer fait des vagues au Québec, est une série télévisée australienne créée par Josh Mapleston et Joanna Werner, sortie le 3 juin 2022 sur la plateforme Netflix. La deuxième saison sort le 15 septembre 2023.

## Synopsis
Summer Torres, une jeune New-Yorkaise effrontée, est envoyée en Australie pour vivre avec des amis de sa mère dans une ville côtière sur la Great Ocean Road. Malgré ses réticences, elle doit s'acclimater à ce nouvel environnement, se faire des amis et découvrir la pratique du surf…

## Distribution
- Sky Katz (VF : Pauline Ziadé) : Summer Torres
- Kai Lewins (VF : Clément Moreau) : Ari Gibson
- Lilliana Bowrey (VF : Lila Lacombe) : Poppy Tetanui
- Joao Gabriel Marinho (VF : Cédric Lemaire) : Marlon Sousa
- Savannah La Rain (VF : Aurélie Konaté) : Bodhi Mercer
- Chris Alosio (VF : Yves Letzelter) : Manu Tetanui
- Dustin Clare (VF : Marc Arnaud) (1re voix, saison 1) puis Xavier Couleau (2e voix, depuis la saison 2) : Thommo Gibson
- Adrienne Pickering (VF : Marie Tirmont) : Abbie Gibson
- Pacha Luque-Light : Lily Tran
- Mitchell Hardaker (VF : Oscar Douieb) : Griff Temple
- Charli Wookey (VF : Alice Orsat) : Sheridan Morehouse
- Kate Beahan (VF : Patricia Spehar) : Margot Torres, la mère de Summer
- Annabel Wolfe (VF : Sarah Barzyk) : Wren Radic (saison 2)
- Josh Macqueen (VF : Arthur Raynal) : Baxter Radic (saison 2)
- Olympia Valance (VF : Alexandra Garijo) : Elo Radic (saison 2)

## Production

### Développement
La série est créée par Joanna Werner et Josh Mapleston. Josh Mapleston, Magda Wozniak, Keir Wilkins, Gemma Crofts et Kirsty Fisher sont les scénaristes. Ben Chessell est réalisateur, Sian Davies et Charlotte George réalisant également des épisodes de la première saison. Joanna Werner et Stuart Menzies sont les producteurs exécutifs,.
Une bande-annonce de la série est sortie le 17 mai 2022.
Le 18 novembre 2022, la série est renouvelée pour une deuxième saison, qui est mise en ligne le 15 septembre 2023.

### Fiche technique
Sauf indication contraire, les informations mentionnées dans cette section peuvent être confirmées par la base de données cinématographiques IMDb,  présente dans la section « Liens externes ».
- Titre original et français : Surviving Summer
- Titre québécois : Summer fait des vagues
- Création : Joanna Werner et Josh Mapleston
- Réalisation : Ben Chessell
- Scénario : Josh Mapleston, Magda Wozniak, Keir Wilkins, Gemma Crofts et Kirsty Fisher
- Casting : Nathan Lloyd et Blyth Nailling
- Direction artistique : Fran Derham
- Costumes : Anita Fitzgerald et Madeleine Overett
- Photographie : Katie Milwright et Rick Rifici
- Son : Tristan Baylis, Nick Godkin et Owen Grieve
- Montage : Rodrigo Balart et Amelia Ford
- Musique : Pascal Babare et Cornel Wilczek
- Production : Coproducción Australia-Alemania et Werner Film Productions
  - Production déléguée : Fran Derham et Stuart Menzies
- Sociétés de production :  Netflix
- Sociétés de distribution (télévision) : Netflix, ZDF
- Pays de production :  Australie
- Langue originale : anglais
- Format : couleur
- Genre : drame, adolescent
- Durée : 23 – 29 minutes
- Date de première diffusion :
  - Monde: 3 juin 2022 sur Netflix
- Classification : déconseillé aux moins de 12 ans

Adaptation
Version française
- Société de doublage : Cinephase
- Direction artistique : Coco Noël
- Adaptation des dialogues : Cyrielle Roussy
- Mixage audio : Valentin Bouëc
- Enregistrement sonore : Valentin Bouëc
- Gestion de projet : Aude Barthellemy

 Source et légende : version française (VF) sur RS Doublage

## Épisodes
| Saisons | Saisons | Épisodes | Diffusion originale |
| ------- | ------- | -------- | ------------------- |
|         | 1       | 10       | 3 juin 2022         |
|         | 2       | 8        | 15 septembre 2023   |

### Première saison (2022)
La première saison est mise en ligne le 3 juin 2022.
1. Exilée (Exile)
2. Super projets (Big Plans)
3. L'Entraînement (Training Day)
4. La Honte (Shame)
5. Les Sponsors d'abord (Keep the Sponsors Happy)
6. Zéro pression (No Pressure)
7. Pour Laynah (For Laynah)
8. Stairway (Stairway)
9. Partir (Go)
10. Rester (Stay)

### Deuxième saison (2023)
La deuxième saison est mise en ligne le 15 septembre 2023.
1. Sélection (Selection)
2. Esprit d'équipe (Team Bonding)
3. Patience (Wait for It)
4. Trouver sa place (A Seat at the Table)
5. Purge (Purge)
6. Promesses (I Promise)
7. Encaisser (Suck it Up)
8. Assurer (Send It)